# Sratsimirovo
Sratsimirovo (Bulgaars: Срацимирово) is een dorp in het noordwesten van Bulgarije. Zij is gelegen in de gemeente Gramada in oblast Vidin. Het dorp ligt 22 km ten zuidwesten van Vidin en 134 km ten noordwesten van Sofia.

## Bevolking
In de eerste telling van 1934 registreerde het dorp 655 inwoners. Dit aantal nam toe tot een hoogtepunt van 669 inwoners in 1946. Sindsdien  neemt het inwonersaantal echter, net als elders in Noordwest-Bulgarije, in een rap tempo af. Op 31 december 2019 werden er 58 inwoners geteld.
|  |

Van de 72 inwoners reageerden er 72 op de optionele volkstelling van 2011. Alle inwoners identificeerden zichzelf als etnische Bulgaren (100%).
| Etnische samenstelling van de respondenten (2011) | Etnische samenstelling van de respondenten (2011) | Etnische samenstelling van de respondenten (2011) | Etnische samenstelling van de respondenten (2011) | Etnische samenstelling van de respondenten (2011) |
| ------------------------------------------------- | ------------------------------------------------- | ------------------------------------------------- | ------------------------------------------------- | ------------------------------------------------- |
|                                                   |                                                   |                                                   |                                                   |                                                   |
| Bulgaren                                          | Bulgaren                                          |                                                   | 100,0%                                            | 100,0%                                            |
| Turken                                            | Turken                                            |                                                   | 0,0%                                              | 0,0%                                              |
| Roma                                              | Roma                                              |                                                   | 0,0%                                              | 0,0%                                              |
| Anders/Onbekend                                   | Anders/Onbekend                                   |                                                   | 0,0%                                              | 0,0%                                              |

De bevolking van het dorp is sterk verouderd. In februari 2011 telde het dorp 72 inwoners, waarvan slechts 1 tussen de 0-14 jaar oud (1%), 23 inwoners tussen de 15-64 jaar (32%) en 48 inwoners van 65 jaar of ouder (67%).